# Kolbrún Ólafsdóttir
Kolbrún Ólafsdóttir (* 1. Februar 1933 in Reykjavík; † 22. April 1960 in Reykjavík) war eine isländische Schwimmerin.

## Werdegang
Kolbrún Ólafsdóttir nahm bei den Olympischen Sommerspielen 1948 in London im Wettkampf über 100 m Rücken teil. Sie schied im Vorlauf aus.
Sie war mehrfache isländische Meisterin im Rücken- und Freistilschwimmen. Kolbrún Ólafsdóttir starb 1960 im Alter von 27 Jahren, nachdem sie 12 Jahre lang mit einer unspezifischen Krankheit gekämpft hatte.